# All England 2001
Die All England 2001 im Badminton fanden vom 7. bis 11. März in Birmingham statt. Sie waren die 91. Auflage dieser Veranstaltung. Das Preisgeld betrug 125.000 US-Dollar und die Veranstaltung hatte damit 4 Sterne in der Grand-Prix-Wertung.

## Austragungsort
- National Indoor Arena

## Sieger und Platzierte
| Disziplin    | Gold                        | Silber                       | Bronze                         |
| ------------ | --------------------------- | ---------------------------- | ------------------------------ |
| Herreneinzel | Pullela Gopichand           | Chen Hong                    | Roslin Hashim                  |
| Herreneinzel | Pullela Gopichand           | Chen Hong                    | Peter Gade                     |
| Dameneinzel  | Gong Zhichao                | Zhou Mi                      | Gong Ruina                     |
| Dameneinzel  | Gong Zhichao                | Zhou Mi                      | Dai Yun                        |
| Herrendoppel | Tony Gunawan Halim Haryanto | Sigit Budiarto Candra Wijaya | Eng Hian Flandy Limpele        |
| Herrendoppel | Tony Gunawan Halim Haryanto | Sigit Budiarto Candra Wijaya | Choong Tan Fook Lee Wan Wah    |
| Damendoppel  | Gao Ling Huang Sui          | Zhang Jiewen Wei Yili        | Seiko Yamada Shizuka Yamamoto  |
| Damendoppel  | Gao Ling Huang Sui          | Zhang Jiewen Wei Yili        | Chen Lin Jiang Xuelian         |
| Mixed        | Zhang Jun Gao Ling          | Michael Søgaard Rikke Olsen  | Jens Eriksen Mette Schjoldager |
| Mixed        | Zhang Jun Gao Ling          | Michael Søgaard Rikke Olsen  | Simon Archer Gail Emms         |

## Finalresultate
| Disziplin    | Sieger                      | Finalist                     | Ergebnis            |
| ------------ | --------------------------- | ---------------------------- | ------------------- |
| Herreneinzel | Pullela Gopichand           | Chen Hong                    | 15–12, 15–6         |
| Dameneinzel  | Gong Zhichao                | Zhou Mi                      | 11–7, 11–3          |
| Herrendoppel | Tony Gunawan Halim Haryanto | Sigit Budiarto Candra Wijaya | 15–13, 7–15, 15–7   |
| Damendoppel  | Gao Ling Huang Sui          | Zhang Jiewen Wei Yili        | 10–15, 15–8, 15–9   |
| Mixed        | Zhang Jun Gao Ling          | Michael Søgaard Rikke Olsen  | 13–15, 15–12, 17–14 |

## Herreneinzel

### 1. Runde
- Peter Gade –  Oliver Pongratz: 4-15 / 15-9 / 15-9
- Tam Kai Chuen –  Fung Permadi: 15-11 / 15-11
- Richard Vaughan –  Shinya Ohtsuka: 15-9 / 15-7
- Rony Agustinus –  Xiao Hui: 15-9 / 15-12
- Marleve Mainaky –  Daniel Eriksson: 15-12 / 15-10
- Shon Seung-mo –  Vladislav Druzchenko: 9-15 / 15-4 / 15-9
- Ong Ewe Hock –  James Chua: 15-3 / 15-2
- Chen Yu  –  Robert Nock: 15-6 / 15-7
- Ji Xinpeng –  Ruud Kuijten: 15-8 / 15-7
- Pullela Gopichand –  Ronald Susilo: 15-11 / 15-12
- Colin Haughton –  Ismail Saman: 15-6 / 12-15 / 15-1
- Taufik Hidayat –  Michael Edge: 15-5 / 15-11
- Jens Roch –  Jim Ronny Andersen: 15-13 / 15-8
- Anders Boesen –  Hu Zhilang: 15-3 / 13-15 / 15-4
- Dicky Palyama –  Bobby Milroy: 15-12 / 15-13
- Ramesh Nathan –  Robert Blair: 15-8 / 15-13
- Lee Hyun-il –  Mark Constable: 15-10 / 15-0
- Agus Hariyanto –  Bertrand Gallet: 15-4 / 17-14
- Kenneth Jonassen –  Yeoh Kay Bin: 17-15 / 15-10
- Martin Hagberg –  Abhinn Shyam Gupta: 15-9 / 7-15 / 15-3
- Chen Hong –  Conrad Hückstädt: 15-9 / 15-12
- Hidetaka Yamada –  Aamir Ghaffar: 17-14 / 9-15 / 15-11
- Hendrawan –  Andrew Dabeka: 15-8 / 15-10
- Rasmus Wengberg –  Björn Joppien: 15-11 / 6-15 / 17-16
- Yohan Hadikusumo Wiratama –  Ng Wei: 15-7 / 15-13
- Lee Tsuen Seng –  Andrew South: 15-13 / 15-11
- Roslin Hashim –  Kasper Ødum: 15-8 / 15-8
- Joachim Fischer Nielsen –  Kasper Fangel: 10-15 / 15-8 / 15-14
- Budi Santoso –  Siddharth Jain: 15-12 / 17-14
- Alvin Chew Ming Yao –  Rune Massing: 15-3 / 15-1
- Xia Xuanze –  Muhammad Hafiz Hashim: 15-2 / 15-7
- George Rimarcdi –  Boris Kessov: w.o.

### Sektion 1
|  | 1. Runde | 1. Runde          | 1. Runde | 1. Runde | 1. Runde |  |  | 2. Runde | 2. Runde          | 2. Runde | 2. Runde | 2. Runde |  |  | Viertelfinale     | Viertelfinale | Viertelfinale | Viertelfinale | Viertelfinale |  |  | Halbfinale | Halbfinale | Halbfinale | Halbfinale | Halbfinale |
|  |          |                   |          |          |          |  |  |          |                   |          |          |          |  |  |                   |               |               |               |               |  |  |            |            |            |            |            |
|  |          | Pullela Gopichand | 15       | 15       |          |  |  |          |                   |          |          |          |  |  |                   |               |               |               |               |  |  |            |            |            |            |            |
|  |          | Colin Haughton    | 7        | 4        |          |  |  |          | Pullela Gopichand | 15       | 15       |          |  |  |                   |               |               |               |               |  |  |            |            |            |            |            |
|  |          | Ji Xinpeng        | 15       | 15       |          |  |  |          | Ji Xinpeng        | 3        | 9        |          |  |  |                   |               |               |               |               |  |  |            |            |            |            |            |
|  |          | George Rimarcdi   | 11       | 3        |          |  |  |          |                   |          |          |          |  |  | Pullela Gopichand | 15            | 15            |               |               |  |  |            |            |            |            |            |
|  |          | Anders Boesen     | 15       | 15       |          |  |  |          |                   |          |          |          |  |  | Anders Boesen     | 11            | 7             |               |               |  |  |            |            |            |            |            |
|  |          | Dicky Palyama     | 4        | 8        |          |  |  |          | Anders Boesen     | 15       | 15       |          |  |  |                   |               |               |               |               |  |  |            |            |            |            |            |
|  |          | Taufik Hidayat    | 15       | 15       |          |  |  |          | Taufik Hidayat    | 13       | 10       |          |  |  |                   |               |               |               |               |  |  |            |            |            |            |            |
|  |          | Jens Roch         | 9        | 10       |          |  |  |          |                   |          |          |          |  |  | Pullela Gopichand | 17            | 17            |               |               |  |  |            |            |            |            |            |
|  |          | Peter Gade        | 8        | 15       | 15       |  |  |          |                   |          |          |          |  |  | Peter Gade        | 14            | 15            |               |               |  |  |            |            |            |            |            |
|  |          | Tam Kai Chuen     | 15       | 11       | 11       |  |  |          | Peter Gade        | 17       | 15       |          |  |  |                   |               |               |               |               |  |  |            |            |            |            |            |
|  |          | Rony Agustinus    | 15       | 6        | 15       |  |  |          | Rony Agustinus    | 14       | 10       |          |  |  |                   |               |               |               |               |  |  |            |            |            |            |            |
|  |          | Richard Vaughan   | 11       | 15       | 8        |  |  |          |                   |          |          |          |  |  | Peter Gade        | 15            | 15            |               |               |  |  |            |            |            |            |            |
|  |          | Chen Yu           | 7        | 15       | 15       |  |  |          |                   |          |          |          |  |  | Chen Yu           | 12            | 3             |               |               |  |  |            |            |            |            |            |
|  |          | Ong Ewe Hock      | 15       | 10       | 10       |  |  |          | Chen Yu           | 17       | 15       |          |  |  |                   |               |               |               |               |  |  |            |            |            |            |            |
|  |          | Shon Seung-mo     | 15       | 7        | 15       |  |  |          | Shon Seung-mo     | 16       | 11       |          |  |  |                   |               |               |               |               |  |  |            |            |            |            |            |
|  |          | Marleve Mainaky   | 12       | 15       | 11       |  |  |          |                   |          |          |          |  |  |                   |               |               |               |               |  |  |            |            |            |            |            |

### Sektion 2
|  | 1. Runde | 1. Runde                  | 1. Runde | 1. Runde | 1. Runde |  |  | 2. Runde | 2. Runde         | 2. Runde | 2. Runde | 2. Runde |  |  | Viertelfinale    | Viertelfinale | Viertelfinale | Viertelfinale | Viertelfinale |  |  | Halbfinale | Halbfinale | Halbfinale | Halbfinale | Halbfinale |
|  |          |                           |          |          |          |  |  |          |                  |          |          |          |  |  |                  |               |               |               |               |  |  |            |            |            |            |            |
|  |          | Chen Hong                 | 15       | 15       |          |  |  |          |                  |          |          |          |  |  |                  |               |               |               |               |  |  |            |            |            |            |            |
|  |          | Martin Hagberg            | 7        | 8        |          |  |  |          | Chen Hong        | 15       | 15       |          |  |  |                  |               |               |               |               |  |  |            |            |            |            |            |
|  |          | Hendrawan                 | 7        | 15       | 15       |  |  |          | Hendrawan        | 13       | 3        |          |  |  |                  |               |               |               |               |  |  |            |            |            |            |            |
|  |          | Hidetaka Yamada           | 15       | 9        | 8        |  |  |          |                  |          |          |          |  |  | Chen Hong        | 15            | 15            |               |               |  |  |            |            |            |            |            |
|  |          | Kenneth Jonassen          | 15       | 15       |          |  |  |          |                  |          |          |          |  |  | Kenneth Jonassen | 9             | 9             |               |               |  |  |            |            |            |            |            |
|  |          | Agus Hariyanto            | 7        | 9        |          |  |  |          | Kenneth Jonassen | 15       | 15       |          |  |  |                  |               |               |               |               |  |  |            |            |            |            |            |
|  |          | Ramesh Nathan             | 15       | 15       |          |  |  |          | Ramesh Nathan    | 6        | 8        |          |  |  |                  |               |               |               |               |  |  |            |            |            |            |            |
|  |          | Lee Hyun-il               | 10       | 1        |          |  |  |          |                  |          |          |          |  |  | Chen Hong        | 10            | 17            | 15            |               |  |  |            |            |            |            |            |
|  |          | Roslin Hashim             | 15       | 15       |          |  |  |          |                  |          |          |          |  |  | Roslin Hashim    | 15            | 16            | 12            |               |  |  |            |            |            |            |            |
|  |          | Lee Tsuen Seng            | 10       | 1        |          |  |  |          | Roslin Hashim    | 15       | 15       |          |  |  |                  |               |               |               |               |  |  |            |            |            |            |            |
|  |          | Rasmus Wengberg           | 17       | 7        | 15       |  |  |          | Rasmus Wengberg  | 6        | 1        |          |  |  |                  |               |               |               |               |  |  |            |            |            |            |            |
|  |          | Yohan Hadikusumo Wiratama | 16       | 15       | 11       |  |  |          |                  |          |          |          |  |  | Roslin Hashim    | 15            | 15            |               |               |  |  |            |            |            |            |            |
|  |          | Xia Xuanze                | 15       | 15       |          |  |  |          |                  |          |          |          |  |  | Xia Xuanze       | 8             | 6             |               |               |  |  |            |            |            |            |            |
|  |          | Alvin Chew Ming Yao       | 9        | 5        |          |  |  |          | Xia Xuanze       | 15       | 15       |          |  |  |                  |               |               |               |               |  |  |            |            |            |            |            |
|  |          | Budi Santoso              | 15       | 15       |          |  |  |          | Budi Santoso     | 4        | 5        |          |  |  |                  |               |               |               |               |  |  |            |            |            |            |            |
|  |          | Joachim Fischer Nielsen   | 8        | 11       |          |  |  |          |                  |          |          |          |  |  |                  |               |               |               |               |  |  |            |            |            |            |            |

## Dameneinzel

### Qualifikation 1. Runde
- Jun Jae-youn –  Brynja Pétursdóttir: 11-1 / 11-1
- Nicole Gordon –  Wendy Taylor: 8-11 / 11-2 / 11-6
- Seo Yoon-hee –  Ann England: 11-0 / 11-1
- Wang Rong –  Manjusha Kanwar: 11-1 / 3-11 / 11-0
- Park Hyo-sun –  Ragna Ingólfsdóttir: 13-11 / 11-6
- Siu Ching Man –  Harriet Johnson: 13-11 / 11-8
- Kim Na-rae –  Leah Tarry: 11-1 / 11-4
- Eriko Motegi –  Renee Flavell: 11-9 / 11-7

### Qualifikation 2. Runde
- Jun Jae-youn –  Nicole Gordon: 11-1 / 11-0
- Wang Rong –  Seo Yoon-hee: 7-11 / 11-5 / 11-7
- Park Hyo-sun –  Siu Ching Man: 11-2 / 11-9
- Kim Na-rae –  Eriko Motegi: 11-6 / 11-3

### 1. Runde
- Markéta Koudelková –  Lianne Shirley: 11-9 / 11-0
- Pi Hongyan –  Fumi Iwawaki: 11-1 / 11-1
- Anu Nieminen –  Fiona Sneddon: 11-7 / 11-1
- Brenda Beenhakker –  Aparna Popat: 11-9 / 9-11 / 11-5
- Ling Wan Ting –  Nicole Grether: 11-5 / 13-12
- Kaori Mori –  Christina Sørensen: 11-4 / 11-5
- Wang Rong –  Xu Li: 11-5 / 11-3
- Ellen Angelina –  Rebecca Pantaney: 11-1 / 11-5
- Kelly Morgan –  Lidya Djaelawijaya: 5-11 / 11-2 / 11-5
- Miho Tanaka –  Karina de Wit: 11-2 / 11-3
- Louisa Koon Wai Chee –  Mette Sørensen: 11-6 / 7-11 / 13-10
- Mia Audina –  Justine Willmott: 11-1 / 11-2
- Yuli Marfuah –  Rita Yuan Gao: 11-0 / 11-8
- Anne Marie Pedersen –  Kate Ridler: 11-4 / 11-0
- Mika Anjo –  Elizabeth Cann: 7-11 / 11-3 / 11-5
- Park Hyo-sun –  Rebecca Bellingham: 11-9 / 11-5

### Sektion 1
|  | 1. Runde | 1. Runde             | 1. Runde | 1. Runde | 1. Runde |  |  | 2. Runde | 2. Runde            | 2. Runde | 2. Runde | 2. Runde |  |  | Viertelfinale       | Viertelfinale | Viertelfinale | Viertelfinale | Viertelfinale |  |  | Halbfinale | Halbfinale | Halbfinale | Halbfinale | Halbfinale |
|  |          |                      |          |          |          |  |  |          |                     |          |          |          |  |  |                     |               |               |               |               |  |  |            |            |            |            |            |
|  |          | Gong Zhichao         | 11       | 11       |          |  |  |          |                     |          |          |          |  |  |                     |               |               |               |               |  |  |            |            |            |            |            |
|  |          | Tine Rasmussen       | 3        | 2        |          |  |  |          | Gong Zhichao        | 11       | 11       |          |  |  |                     |               |               |               |               |  |  |            |            |            |            |            |
|  |          | Park Hyo-sun         | 11       | 11       |          |  |  |          | Park Hyo-sun        | 2        | 2        |          |  |  |                     |               |               |               |               |  |  |            |            |            |            |            |
|  |          | Mika Anjo            | 8        | 1        |          |  |  |          |                     |          |          |          |  |  | Gong Zhichao        | 11            | 11            |               |               |  |  |            |            |            |            |            |
|  |          | Julia Mann           | 2        | w/o      |          |  |  |          |                     |          |          |          |  |  | Julia Mann          | 5             | 9             |               |               |  |  |            |            |            |            |            |
|  |          | Wang Chen            | 2        | ret      |          |  |  |          | Julia Mann          | 11       | 7        | 11       |  |  |                     |               |               |               |               |  |  |            |            |            |            |            |
|  |          | Yuli Marfuah         | 11       | 11       |          |  |  |          | Yuli Marfuah        | 6        | 11       | 5        |  |  |                     |               |               |               |               |  |  |            |            |            |            |            |
|  |          | Anne Marie Pedersen  | 5        | 8        |          |  |  |          |                     |          |          |          |  |  | Gong Zhichao        | 11            | 11            | 11            |               |  |  |            |            |            |            |            |
|  |          | Gong Ruina           | 11       | 11       |          |  |  |          |                     |          |          |          |  |  | Gong Ruina          | 6             | 2             | 3             |               |  |  |            |            |            |            |            |
|  |          | Katja Michalowsky    | 4        | 1        |          |  |  |          | Gong Ruina          | 10       | 11       | 13       |  |  |                     |               |               |               |               |  |  |            |            |            |            |            |
|  |          | Mia Audina           | 11       | 11       |          |  |  |          | Mia Audina          | 13       | 6        | 10       |  |  |                     |               |               |               |               |  |  |            |            |            |            |            |
|  |          | Louisa Koon Wai Chee | 2        | 9        |          |  |  |          |                     |          |          |          |  |  | Gong Zhichao        | 11            | 11            |               |               |  |  |            |            |            |            |            |
|  |          | Marina Andrievskaia  | 11       | 11       |          |  |  |          |                     |          |          |          |  |  | Marina Andrievskaia | 6             | 9             |               |               |  |  |            |            |            |            |            |
|  |          | Katy Brydon          | 1        | 1        |          |  |  |          | Marina Andrievskaia | 8        | 11       | 11       |  |  |                     |               |               |               |               |  |  |            |            |            |            |            |
|  |          | Miho Tanaka          | 11       | 11       |          |  |  |          | Miho Tanaka         | 11       | 4        | 7        |  |  |                     |               |               |               |               |  |  |            |            |            |            |            |
|  |          | Kelly Morgan         | 7        | 3        |          |  |  |          |                     |          |          |          |  |  |                     |               |               |               |               |  |  |            |            |            |            |            |

### Sektion 2
|  | 1. Runde | 1. Runde           | 1. Runde | 1. Runde | 1. Runde |  |  | 2. Runde | 2. Runde           | 2. Runde | 2. Runde | 2. Runde |  |  | Viertelfinale  | Viertelfinale | Viertelfinale | Viertelfinale | Viertelfinale |  |  | Halbfinale | Halbfinale | Halbfinale | Halbfinale | Halbfinale |
|  |          |                    |          |          |          |  |  |          |                    |          |          |          |  |  |                |               |               |               |               |  |  |            |            |            |            |            |
|  |          | Zhou Mi            | 11       | 11       |          |  |  |          |                    |          |          |          |  |  |                |               |               |               |               |  |  |            |            |            |            |            |
|  |          | Tracey Hallam      | 5        | 5        |          |  |  |          | Zhou Mi            | 11       | 11       |          |  |  |                |               |               |               |               |  |  |            |            |            |            |            |
|  |          | Brenda Beenhakker  | 11       | 13       |          |  |  |          | Brenda Beenhakker  | 0        | 6        |          |  |  |                |               |               |               |               |  |  |            |            |            |            |            |
|  |          | Anu Weckström      | 3        | 12       |          |  |  |          |                    |          |          |          |  |  | Zhou Mi        | 7             | 11            | 11            |               |  |  |            |            |            |            |            |
|  |          | Camilla Martin     | 11       | 11       |          |  |  |          |                    |          |          |          |  |  | Camilla Martin | 11            | 8             | 7             |               |  |  |            |            |            |            |            |
|  |          | Charmaine Reid     | 0        | 1        |          |  |  |          | Camilla Martin     | 12       | 11       | 11       |  |  |                |               |               |               |               |  |  |            |            |            |            |            |
|  |          | Pi Hongyan         | 11       | 11       |          |  |  |          | Pi Hongyan         | 13       | 1        | 1        |  |  |                |               |               |               |               |  |  |            |            |            |            |            |
|  |          | Markéta Koudelková | 1        | 0        |          |  |  |          |                    |          |          |          |  |  | Zhou Mi        | 11            | 11            |               |               |  |  |            |            |            |            |            |
|  |          | Dai Yun            | 11       | 11       |          |  |  |          |                    |          |          |          |  |  | Dai Yun        | 1             | 3             |               |               |  |  |            |            |            |            |            |
|  |          | Jill Pittard       | 4        | 0        |          |  |  |          | Dai Yun            | 13       | 11       |          |  |  |                |               |               |               |               |  |  |            |            |            |            |            |
|  |          | Ling Wan Ting      | 11       | 11       |          |  |  |          | Ling Wan Ting      | 10       | 4        |          |  |  |                |               |               |               |               |  |  |            |            |            |            |            |
|  |          | Kaori Mori         | 0        | 4        |          |  |  |          |                    |          |          |          |  |  | Dai Yun        | 11            | 11            |               |               |  |  |            |            |            |            |            |
|  |          | Wang Rong          | 11       | 11       |          |  |  |          |                    |          |          |          |  |  | Wang Rong      | 2             | 3             |               |               |  |  |            |            |            |            |            |
|  |          | Ellen Angelina     | 0        | 3        |          |  |  |          | Wang Rong          | 11       | 9        | 11       |  |  |                |               |               |               |               |  |  |            |            |            |            |            |
|  |          | Judith Meulendijks | 11       | 11       |          |  |  |          | Judith Meulendijks | 6        | 11       | 5        |  |  |                |               |               |               |               |  |  |            |            |            |            |            |
|  |          | Kanako Yonekura    | 4        | 9        |          |  |  |          |                    |          |          |          |  |  |                |               |               |               |               |  |  |            |            |            |            |            |

## Herrendoppel

### Qualifikation 1. Runde
- Chris Roe /  Ben Williams –  Helgi Jóhannesson /  Tómas Viborg: 15-8 / 6-15 / 15-13
- Hong Chieng Hun /  Ng Kean Kok –  Chen Chun-chi /  Tsai Chia-hsin: 15-12 / 15-12
- Tam Lok Tin /  Wong Tsz Yin –  Anders Boesen /  Kenneth Jonassen: 7-15 / 15-4 / 15-10
- Andreas Hansen /  Jesper Thomsen –  Lee Clapham /  Ashley Thilthorpe: 15-3 / 15-3

### Qualifikation 2. Runde
- Hong Chieng Hun /  Ng Kean Kok –  Chris Roe /  Ben Williams: 15-2 / 15-7
- Andreas Hansen /  Jesper Thomsen –  Tam Lok Tin /  Wong Tsz Yin: 15-7 / 15-10

### 1. Runde
- Henrik Andersson /  Fredrik Bergström –  James Anderson /  Graham Hurrell: 15-4 / 15-4
- Mathias Boe /  Thomas Hovgaard –  John Gordon /  Daniel Shirley: 15-11 / 7-15 / 15-4
- Keita Masuda /  Tadashi Ohtsuka –  Bertrand Gallet /  Jean-Michel Lefort: 15-9 / 15-5
- Peter Jeffrey /  David Lindley –  Manuel Dubrulle /  Mihail Popov: 12-15 / 15-6 / 17-14
- Cheng Rui /  Wang Wei –  Jung Jae-sung /  Ha Tae-kwon: 15-10 / 17-15
- Ma Che Kong /  Yau Tsz Yuk –  Jaseel P. Ismail /  Vincent Lobo: 17-15 / 15-11
- Tony Gunawan /  Halim Haryanto –  Chris Davies /  Matthew Hughes: 15-4 / 15-4
- Joachim Fischer Nielsen /  Janek Roos –  Michael Keck /  Joachim Tesche: 13-15 / 15-4 / 15-12
- Patrick Lau Kim Pong /  Aman Santosa –  Stephen Foster /  Ian Palethorpe: 15-13 / 15-10
- Chen Qiqiu /  Liu Yong –  Tri Kusharyanto /  Bambang Suprianto: 6-15 / 15-11 / 15-6
- Liu Kwok Wa /  Albertus Susanto Njoto –  Michael Helber /  Ingo Kindervater: 15-12 / 15-7
- Vincent Laigle /  Svetoslav Stoyanov –  Anthony Clark /  Ian Sullivan: 15-10 / 13-15 / 15-10
- Sigit Budiarto /  Candra Wijaya –  Dennis Lens /  Quinten van Dalm: 15-11 / 15-5
- Kristof Hopp /  Thomas Tesche –  Kristian Roebuck /  Paul Trueman: 15-6 / 15-4
- Ricky Subagja /  S. Antonius Budi Ariantho –  Chris Hunt /  Julian Robertson: 15-6 / 15-7

### 2. Runde
- Takuya Katayama /  Yuzo Kubota –  Bryan Moody /  Brent Olynyk: 15-8 / 15-11
- Eng Hian /  Flandy Limpele –  Chan Chong Ming /  Chew Choon Eng: 11-15 / 15-10 / 15-7
- Henrik Andersson /  Fredrik Bergström –  Mathias Boe /  Thomas Hovgaard: 15-3 / 15-10
- Michael Lamp /  Jonas Rasmussen –  Alastair Gatt /  Craig Robertson: 15-7 / 15-7
- Keita Masuda /  Tadashi Ohtsuka –  Peter Jeffrey /  David Lindley: 15-11 / 15-6
- Martin Lundgaard Hansen /  Lars Paaske –  Graham Crow /  James Vincent: 15-6 / 15-5
- Cheng Rui /  Wang Wei –  Ma Che Kong /  Yau Tsz Yuk: 9-15 / 15-11 / 15-8
- Simon Archer /  Nathan Robertson –  Norio Imai /  Hiroshi Ohyama: 17-14 / 15-1
- Tony Gunawan /  Halim Haryanto –  Joachim Fischer Nielsen /  Janek Roos: 15-5 / 15-6
- Chen Qiqiu /  Liu Yong –  Patrick Lau Kim Pong /  Aman Santosa: 15-2 / 15-3
- Jim Laugesen /  Michael Søgaard –  Jung Sung-gyun /  Yoo Yong-sung: 17-16 / 15-5
- Liu Kwok Wa /  Albertus Susanto Njoto –  Vincent Laigle /  Svetoslav Stoyanov: 9-15 / 15-12 / 15-13
- Choong Tan Fook /  Lee Wan Wah –  Robert Blair /  Michael Scholes: 15-3 / 15-3
- Sigit Budiarto /  Candra Wijaya –  Kristof Hopp /  Thomas Tesche: 15-12 / 15-5
- Zhang Jun /  Zhang Wei –  Chris Blair /  Craig Cooper: 15-2 / 15-3
- Ricky Subagja /  S. Antonius Budi Ariantho –  Takuya Katayama /  Yuzo Kubota: 15-13 / 15-8
- Jens Eriksen /  Jesper Larsen –  Hong Chieng Hun /  Ng Kean Kok: 15-11 / 15-4

### Achtelfinale
- Eng Hian /  Flandy Limpele –  Henrik Andersson /  Fredrik Bergström: 15-11 / 15-6
- Michael Lamp /  Jonas Rasmussen –  Keita Masuda /  Tadashi Ohtsuka: 11-15 / 15-10 / 15-5
- Martin Lundgaard Hansen /  Lars Paaske –  Cheng Rui /  Wang Wei: 15-10 / 15-9
- Tony Gunawan /  Halim Haryanto –  Simon Archer /  Nathan Robertson: 15-8 / 15-8
- Jim Laugesen /  Michael Søgaard –  Chen Qiqiu /  Liu Yong: 15-12 / 6-15 / 15-6
- Choong Tan Fook /  Lee Wan Wah –  Liu Kwok Wa /  Albertus Susanto Njoto: 15-12 / 15-6
- Sigit Budiarto /  Candra Wijaya –  Zhang Jun /  Zhang Wei: 5-15 / 15-12 / 15-13
- Jens Eriksen /  Jesper Larsen –  Ricky Subagja /  S. Antonius Budi Ariantho: 15-8 / 15-10

### Viertelfinale
- Eng Hian /  Flandy Limpele –  Michael Lamp /  Jonas Rasmussen: 15-10 / 15-7
- Tony Gunawan /  Halim Haryanto –  Martin Lundgaard Hansen /  Lars Paaske: 15-4 / 15-8
- Choong Tan Fook /  Lee Wan Wah –  Jim Laugesen /  Michael Søgaard: 13-15 / 15-11 / 15-6
- Sigit Budiarto /  Candra Wijaya –  Jens Eriksen /  Jesper Larsen: 15-13 / 15-8

### Halbfinale
- Tony Gunawan /  Halim Haryanto –  Eng Hian /  Flandy Limpele: 15-12 / 8-15 / 15-8
- Sigit Budiarto /  Candra Wijaya –  Choong Tan Fook /  Lee Wan Wah: 10-15 / 15-13 / 15-8

### Finale
- Tony Gunawan /  Halim Haryanto –  Sigit Budiarto /  Candra Wijaya: 15-13 / 7-15 / 15-7

## Damendoppel

### 1. Runde
- Helene Kirkegaard /  Rikke Olsen –  Rita Yuan Gao /  Fiona Sneddon: 15-1 / 15-7
- Lee Kyung-won /  Ra Kyung-min –  Emma Ermawati /  Minarti Timur: 15-7 / 15-3
- Qian Hong /  Xu Li –  Natalie Munt /  Liza Parker: 15-7 / 15-4
- Seiko Yamada /  Shizuka Yamamoto –  Renee Flavell /  Lianne Shirley: 15-1 / 15-8
- Pernille Harder /  Majken Vange –  Amélie Decelle /  Victoria Wright: 15-4 / 15-1
- Erica van den Heuvel /  Nicole van Hooren –  Katja Michalowsky /  Anika Sietz: 15-13 / 15-3
- Carmelita /  Deyana Lomban –  Felicity Gallup /  Joanne Muggeridge: 15-4 / 15-8
- Wei Yili /  Zhang Jiewen –  Rebecca Pantaney /  Joanne Nicholas: 15-2 / 15-0
- Katy Brydon /  Suzanne Rayappan –  Erla Björg Hafsteinsdóttir /  Kirsteen McEwan: 15-9 / 15-6
- Nicole Grether /  Nicol Pitro –  Nicole Gordon /  Rebecca Bellingham: 15-5 / 15-4
- Britta Andersen /  Lene Mørk –  Robyn Ashworth /  Kate Ridler: 15-2 / 15-3
- Chen Lin /  Jiang Xuelian –  Ella Tripp /  Sara Sankey: 15-6 / 15-3
- Gao Ling /  Huang Sui –  Jane F. Bramsen /  Tine Baun: 15-2 / 15-10
- Indarti Issolina /  Eti Tantra –  Kaori Mori /  Megumi Oniike: 15-10 / 10-15 / 15-7
- Hwang Yu-mi /  Lee Hyo-jung –  Emma Constable /  Sarah Hardaker: 15-2 / 15-6
- Ann-Lou Jørgensen /  Mette Schjoldager –  Chan Mei Mei /  Li Wing Mui: 15-4 / 15-13

### Achtelfinale
- Lee Kyung-won /  Ra Kyung-min –  Helene Kirkegaard /  Rikke Olsen: 15-5 / 15-7
- Seiko Yamada /  Shizuka Yamamoto –  Qian Hong /  Xu Li: 14-17 / 15-10 / 15-8
- Erica van den Heuvel /  Nicole van Hooren –  Pernille Harder /  Majken Vange: 15-9 / 15-7
- Wei Yili /  Zhang Jiewen –  Carmelita /  Deyana Lomban: 15-7 / 15-11
- Nicole Grether /  Nicol Pitro –  Katy Brydon /  Suzanne Rayappan: 15-4 / 15-3
- Chen Lin /  Jiang Xuelian –  Britta Andersen /  Lene Mørk: 15-2 / 15-4
- Gao Ling /  Huang Sui –  Indarti Issolina /  Eti Tantra: 15-8 / 15-8
- Hwang Yu-mi /  Lee Hyo-jung –  Ann-Lou Jørgensen /  Mette Schjoldager: 15-8 / 14-17 / 15-11

### Viertelfinale
- Wei Yili /  Zhang Jiewen –  Erica van den Heuvel /  Nicole van Hooren: 15-5 / 15-4
- Chen Lin /  Jiang Xuelian –  Nicole Grether /  Nicol Pitro: 15-12 / 15-6
- Gao Ling /  Huang Sui –  Hwang Yu-mi /  Lee Hyo-jung: 15-1 / 15-5
- Seiko Yamada /  Shizuka Yamamoto –  Lee Kyung-won /  Ra Kyung-min: w.o.

### Halbfinale
- Wei Yili /  Zhang Jiewen –  Seiko Yamada /  Shizuka Yamamoto: 15-3 / 15-1
- Gao Ling /  Huang Sui –  Chen Lin /  Jiang Xuelian: 15-3 / 15-9

### Finale
- Gao Ling /  Huang Sui –  Wei Yili /  Zhang Jiewen: 10-15 / 15-8 / 15-9

## Mixed

### Qualifikation 1. Runde
- Paul Trueman /  Joanne Nicholas –  Andrew Haliday /  Rebecca Bellingham: 15-13 / 15-6
- Janek Roos /  Majken Vange –  Tam Lok Tin /  Li Wing Mui: 15-11 / 15-4
- Yoo Yong-sung /  Hwang Yu-mi –  Njörður Ludvigsson /  Ragna Ingólfsdóttir: 15-1 / 15-6
- Keita Masuda /  Seiko Yamada –  Craig Cooper /  Lianne Shirley: 15-2 / 15-2
- Jakob Grandahl /  Helle Nielsen –  Stephanie Grochutt /  Michael Skraeddergaard: 15-0 / 15-3
- Chris Blair /  Nicole Gordon –  Josemari Fujimoto /  Fumi Iwawaki: 15-8 / 15-8
- Zhang Wei /  Huang Sui –  Tadashi Ohtsuka /  Shizuka Yamamoto: 15-5 / 15-4
- Albertus Susanto Njoto /  Wang Chen –  Aqueel Bhatti /  Katie Litherland: 15-3 / 15-7
- Robert Blair /  Natalie Munt –  Jesper Thomsen /  Lene Mørk: 8-15 / 15-11 / 17-16
- Vincent Laigle /  Amélie Decelle –  Shinya Ohtsuka /  Megumi Oniike: 15-6 / 15-8
- Ian Palethorpe /  Ella Tripp –  Wong Tsz Yin /  Chan Mei Mei: 15-8 / 15-8
- Daniel Shirley /  Renee Flavell –  Manuel Dubrulle /  Victoria Wright: 15-12 / 15-3

### Qualifikation 2. Runde
- Janek Roos /  Majken Vange –  Paul Trueman /  Joanne Nicholas: 15-6 / 15-2
- Yoo Yong-sung /  Hwang Yu-mi –  Keita Masuda /  Seiko Yamada: 15-11 / 9-15 / 15-6
- Jakob Grandahl /  Helle Nielsen –  Chris Blair /  Nicole Gordon: 17-14 / 3-15 / 15-10
- Zhang Wei /  Huang Sui –  Albertus Susanto Njoto /  Wang Chen: 12-15 / 15-3 / 15-12
- Robert Blair /  Natalie Munt –  Vincent Laigle /  Amélie Decelle: 15-5 / 15-5
- Ian Palethorpe /  Ella Tripp –  Daniel Shirley /  Renee Flavell: 3-15 / 15-10 / 15-7

### 1. Runde
- Michael Søgaard /  Rikke Olsen –  Peter Jeffrey /  Suzanne Rayappan: 15-6 / 15-6
- Wang Wei /  Zhang Jiewen –  Yau Tsz Yuk /  Ling Wan Ting: 15-1 / 15-11
- Russell Hogg /  Kirsteen McEwan –  Michael Lamp /  Ann-Lou Jørgensen: 15-12 / 15-7
- Tri Kusharyanto /  Indarti Issolina –  Chris Davies /  Robyn Ashworth: 15-2 / 15-2
- Chen Qiqiu /  Chen Lin –  Zhang Wei /  Huang Sui: 15-1 / 15-2
- Bambang Suprianto /  Minarti Timur –  Jim Laugesen /  Pernille Harder: 15-5 / 15-6
- Simon Archer /  Gail Emms –  Fredrik Bergström /  Jenny Karlsson: 15-4 / 15-3
- Lars Paaske /  Jane F. Bramsen –  Jung Sung-gyun /  Lee Hyo-jung: 15-8 / 15-5
- Cheng Rui /  Wei Yili –  David Lindley /  Emma Constable: 15-3 / 15-7
- Björn Siegemund /  Nicol Pitro –  Wahyu Agung /  Emma Ermawati: 17-14 / 15-5
- Ha Tae-kwon /  Lee Kyung-won –  Liu Kwok Wa /  Louisa Koon Wai Chee: 15-7 / 15-4
- Jens Eriksen /  Mette Schjoldager –  Robert Blair /  Natalie Munt: 15-11 / 15-9
- Liu Yong /  Cheng Jiao –  Craig Robertson /  Rita Yuan Gao: 15-4 / 15-1
- Mathias Boe /  Britta Andersen –  Graham Hurrell /  Sarah Hardaker: 9-15 / 15-13 / 17-14
- Norio Imai /  Chikako Nakayama –  Jonas Rasmussen /  Helene Kirkegaard: 15-11 / 15-3
- Zhang Jun /  Gao Ling –  Janek Roos /  Majken Vange: 15-10 / 15-12

### Achtelfinale
- Michael Søgaard /  Rikke Olsen –  Wang Wei /  Zhang Jiewen: 15-5 / 15-10
- Tri Kusharyanto /  Indarti Issolina –  Russell Hogg /  Kirsteen McEwan: 15-5 / 17-15
- Bambang Suprianto /  Minarti Timur –  Chen Qiqiu /  Chen Lin: 15-5 / 15-7
- Simon Archer /  Gail Emms –  Lars Paaske /  Jane F. Bramsen: 15-12 / 15-10
- Cheng Rui /  Wei Yili –  Björn Siegemund /  Nicol Pitro: 15-11 / 15-7
- Jens Eriksen /  Mette Schjoldager –  Ha Tae-kwon /  Lee Kyung-won: 15-5 / 15-3
- Liu Yong /  Cheng Jiao –  Mathias Boe /  Britta Andersen: 15-9 / 15-5
- Zhang Jun /  Gao Ling –  Norio Imai /  Chikako Nakayama: 15-6 / 15-3

### Viertelfinale
- Michael Søgaard /  Rikke Olsen –  Tri Kusharyanto /  Indarti Issolina: 15-7 / 15-6
- Simon Archer /  Gail Emms –  Bambang Suprianto /  Minarti Timur: 13-15 / 15-10 / 15-10
- Jens Eriksen /  Mette Schjoldager –  Cheng Rui /  Wei Yili: 15-6 / 15-5
- Zhang Jun /  Gao Ling –  Liu Yong /  Cheng Jiao: 5-15 / 15-12 / 15-10

### Halbfinale
- Michael Søgaard /  Rikke Olsen –  Simon Archer /  Gail Emms: 15-5 / 15-12
- Zhang Jun /  Gao Ling –  Jens Eriksen /  Mette Schjoldager: 15-6 / 15-8

### Finale
- Zhang Jun /  Gao Ling –  Michael Søgaard /  Rikke Olsen: 10-15 / 15-8 / 15-9